# Craugastor olanchano
Espèce
Synonymes
- Eleutherodactylus olanchano McCranie & Wilson, 1999

Statut de conservation UICN

 CR A2ace : 
En danger critique
Craugastor olanchano est une espèce d'amphibiens de la famille des Craugastoridae.

## Répartition
Cette espèce est endémique du département d'Olancho en Honduras. Elle se rencontre de 1 180 à 1 350 m.

## Étymologie
Son nom d'espèce lui a été donné en référence au lieu de sa découverte, le département d'Olancho.

## Publication originale
- McCranie & Wilson, 1999 : Two new species of the Eleutherodactylus rugulosus group (Amphibia: Anura: Leptodactylidae) from Honduras. Proceedings of the Biological Society of Washington, vol. 112, no 3, p. 515-522 (texte intégral).